# Avesgaud de Bellême
Avesgaud de Bellême (lat. Avesgaudus; † oko 1036.) bio je francuski plemić, pripadnik dinastije Bellême te biskup Le Mansa 997. – 1036. Poznat je po dugotrajnom sukobu s grofom Herbertom I. od Mainea, kojeg je izopćio iz Crkve. Grof je napao i uništio biskupov dvorac u Duneauu.

## Obitelj
Avesgaudovi su roditelji bili plemić Yves de Bellême i njegova supruga, Godeheu (lat. Godehildis). Dinastija Bellême nije bila previše odana kraljevima Francuske. Avesgaud je na mjestu biskupa naslijedio svog ujaka Sigefroija de Bellêmea, dok je Avesgauda naslijedio njegov nećak Gervazije.